# Paratanytarsus karica
Paratanytarsus karica är en tvåvingeart som först beskrevs av Birula 1936.  Paratanytarsus karica ingår i släktet Paratanytarsus och familjen fjädermyggor. Inga underarter finns listade i Catalogue of Life.